# کوکسیم
کوکسیم (به پرتغالی: Coxim) یک منطقهٔ مسکونی در برزیل است که در ماتوگروسو جنوبی واقع شده‌است. کوکسیم ۶٬۴۱۱٫۵۵۲ کیلومتر مربع مساحت و ۳۳٬۴۵۹ نفر جمعیت دارد و ۲۳۸ متر بالاتر از سطح دریا واقع شده‌است.